# Хвостатка падубовая
Хвостатка падубовая (лат. Satyrium ilicis) — дневная бабочка из семейства голубянок.

## Описание
Размах крыльев 28—35 мм. Верх чёрно-бурый с рыжим пятном у хвостика, у самок большое охряно-жёлтое пятно во внешней части переднего крылья. Белая полоска на исподе заднего крылья образует ломаную линию, так что буква W получается сильно растянутой.

## Ареал вида
Европа, Передняя Азия, Западная Сибирь. Широко распространён в лесной и лесостепной зонах Восточной Европы. Северная граница глобального ареала вида проходит по Прибалтике, Ленинградской, Псковской, Новгородской, Кировской, Нижегородской областям России.
Встречается локально в Польше, Беларуси, Словакии, Венгрии, по всей территории Румынии. На Украине встречается повсеместно, кроме южных степных областей и Крыма.
Бабочки населяют опушки широколиственных и смешанных лесов с дубами, невысокие кустарниковые заросли, редко — в парках.

## Биология

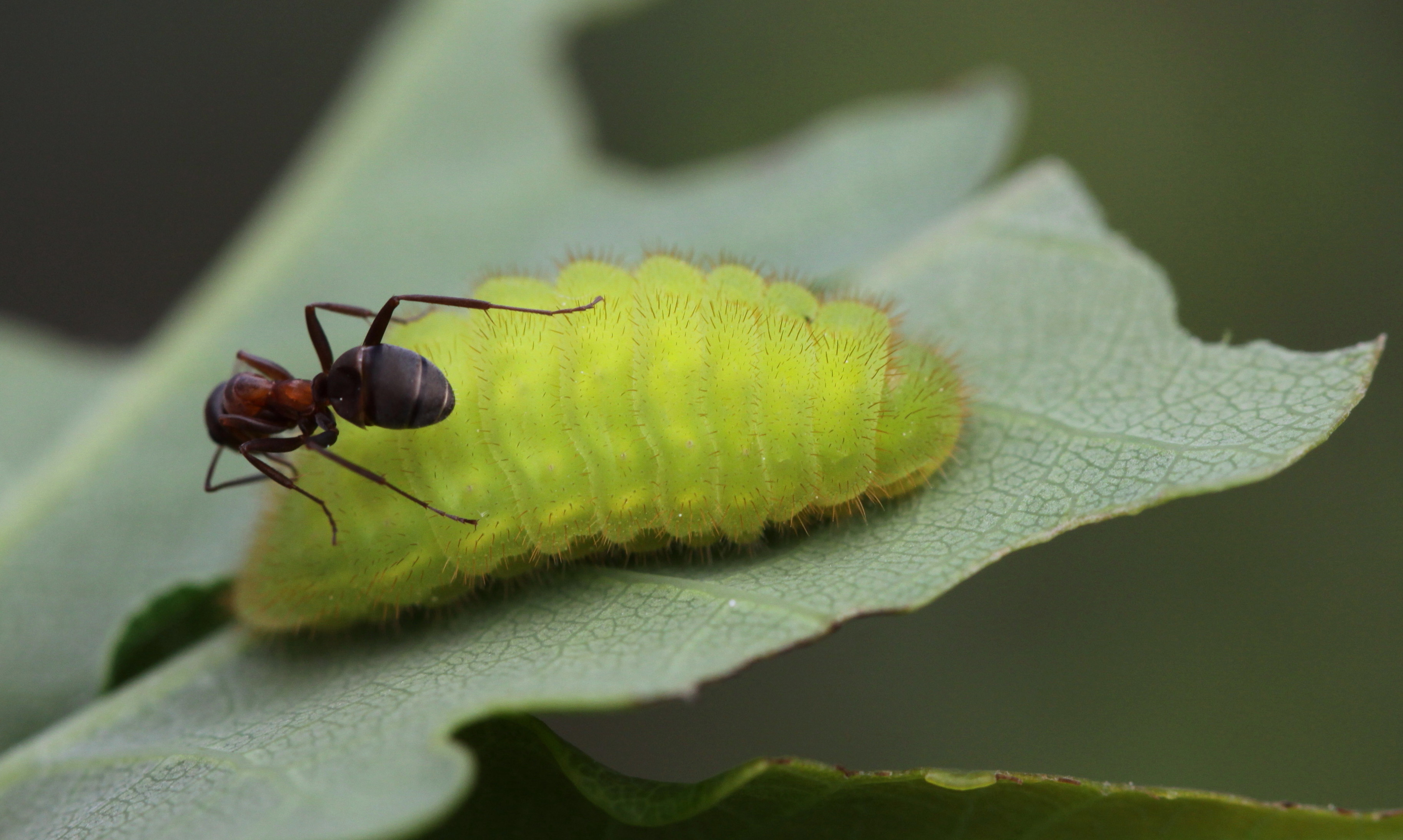
Гусеница с муравьем

Развивается в одном поколении за год. Время лёта с третьей декады июня до начала августа. Бабочки ведут скрытный образ жизни в кронах кустарников и деревьев. Самки откладывают яйца на веточки молодых дубков, расположенных обычно на опушке леса. Зимуют яйца. Мирмекофилы — отмечено посещение гусениц муравьями Camponotus aethiops, Crematogastor schmidti. Окукливаются в мае — начале июня на ветках или листьях кормового растения.